# Region Centralny (Malawi)
Region Centralny – jeden z 3 Regionów Malawi. 

## Podział administracyjny
Region dzieli się na 9 dystryktów:
- Dedza
- Dowa
- Kasungu
- Lilongwe
- Mchinji
- Nkhotakota
- Ntcheu
- Ntchisi
- Salima

## Demografia
Według danych z 2018 roku, populacja regionu wynosiła 7 526 160 osób.

## Gospodarka
W 2005 roku, głównymi uprawami w Regionie Centralnym była kukurydza, fasola i orzacha podziemna.